# Ingrid Raddatz
Ingrid Raddatz (* 29. Dezember 1943 in Landsberg am Lech als Ingrid Pahler) ist eine deutsche Politikerin der FDP.

## Leben und Werdegang
Nachdem Raddatz ihr Abitur an einem Aufbaugymnasium ablegte, studierte sie an der Pädagogischen Hochschule Landau, wo sie die erste und zweite Lehramtsprüfung für Grund- und Hauptschulen erfolgreich abschloss. Von 1966 bis 1996 war sie als Lehrerin tätig. Nach ihrer Zeit im Landtag wechselte sie zum Pädagogischen Zentrum in Bad Kreuznach, wo sie als Referentin für Migration, Interkulturelle Bildung und Sprachförderung fungierte.
2009 übernahm Raddatz den Posten der Schatzmeisterin der Vereinigung ehemaliger Abgeordneter des Landtags Rheinland-Pfalz. Seit 2011 ist sie Kreisvorsitzende der Europa-Union. Sie ist Mutter zweier Kinder.

## Politik
Raddatz nahm unterschiedliche Funktionen innerhalb der FDP wahr. Von 1989 bis 1994 und erneut seit 2004 saß sie im Stadtrat von Ingelheim am Rhein. Von 1994 an war sie Vorsitzende der FDP-Fraktion im Kreistag Mainz-Bingen. 1996 wurde sie in den rheinland-pfälzischen Landtag gewählt, dem sie eine Wahlperiode lang bis 2001 angehörte. In dieser Zeit übernahm sie den Posten der stellvertretenden Fraktionsvorsitzenden.